# رئیس ستاد ارتش فرانسه
رئیس ستاد ارتش فرانسه (فرانسوی: Chef d'état-major de l'armée de terre‎) بالاترین رده نظامی در ارتش فرانسه است، که در سال ۱۸۷۱ شکل گرفت. رئیس ستاد ارتش فرانسه توسط رئیس‌جمهور فرانسه انتخاب می‌شود و به رئیس ستاد دفاع فرانسه گزارش می‌دهد.